# Сэмс, Лерой
Леро́й Пе́рри Сэмс (англ. LeRoy Perry Samse; 13 сентября 1883, Кокомо, Индиана, США — 1 мая 1956, Лос-Анджелес, США) — американский легкоатлет, серебряный призёр летних Олимпийских игр 1904.
На Играх 1904 в Сент-Луисе Сэмс участвовал только в прыжке с шестом. С результатом 3,35 м он занял второе место и выиграл серебряную медаль.